# Urvanskij rajon
L'Urvanskij rajon (in russo Урванский район?) è un municipal'nyj rajon della Repubblica autonoma della Cabardino-Balcaria, in Russia.